# Bratislavští eparchové
Bratislavský eparcha je řeckokatolický sídelní biskup, který spravuje bratislavskou eparchii. Před bratislavskými eparchy v této oblasti působili (či ji spravovali) prešovští eparchové (1818–2008) a ještě před nimi mukačevští eparchové.

## Eparchové bratislavští
1. Peter Rusnák (od 2008)